# Ad abolendam
Ad abolendam ("Abolição" ou "Rumo à abolição" da primeira linha, Ad abolendam diversam haeresium pravitatem, ou 'Abolir diversas heresias malignas') foi um decreto e bula do Papa Lúcio III, escrito em Verona e publicado em 4 de novembro de 1184. Foi emitida depois que o Concílio de Verona estabeleceu algumas diferenças jurisdicionais entre o Papado e Frederico I, Sacro Imperador Romano. O documento prescreve medidas para erradicar a heresia e desencadeou os esforços que culminaram na Cruzada Albigense e nas Inquisições. Seu principal objetivo era a abolição completa da heresia dos albigenenses.

## Origens históricas
O contexto histórico para o papado ao emitir Ad abolendam foi sua reafirmação de autoridade na Europa após a disputa de investidura com o imperador e sua descoberta do que foi chamado de meio 'legislativo' para fazê-lo. O III Concílio de Latrão de 1179 já havia resolvido impedir cismas do tipo que a disputa sobre investiduras havia criado, e decretais como Ad abolendam pretendiam fazer cumprir isso; Fisher sugeriu que não foi por acaso que o decreto seguiu a Paz de Constança do ano anterior, na qual o Imperador foi efetivamente compelido a reconhecer a derrota.

## Hereges
A lista de seitas heréticas proscritas foi decretada originalmente no III Concílio de Latrão e foi retida e ampliada em Verona em 1184. Lúcio condenou todas as seitas heréticas e pessoas que pregavam sem a autorização da Igreja Romana, pública ou privada, e as colocou sob excomunhão. Entre as seitas particulares mencionadas em Ad abolendam estavam os cátaros, os humiliati, os valdenses, os aroldistas e os Josefinos. Mais importante do que o ataque direto à heresia, no entanto, foi a estipulação de medidas iguais para aqueles que apoiaram hereges, de maneira aberta ou indireta, e os historiadores modernos observaram que, sendo esses grupos principalmente baseados na Lombardia e no Languedoc, a motivação papal em condená-los provavelmente era tão politicamente motivada quanto teológica. Todos os associados à heresia também seriam excomungados; mas os próprios hereges eram um grupo mal definido, alguns dos quais quase não existiam em 1184, e alguns dos quais nunca haviam sido previamente estabelecidos como hereges. Todos, exceto os cátaros e o grupo milanês anti-autoridade dos anos 1130, os aroldalistas, foram considerados hereges. Dos outros, os Patarenos foram originalmente reformadores (embora contra a chamada Monarquia Papal); os Humiliati, 'o único erro deles aparentemente estava falhando em observar a prescrição da pregação leiga, em vez do ensino de falsas doutrinas'; Os pobres de Lyon - os valdenses - foram comparados aos cistercienses como meramente buscando a vita apostolica; das Passaginas, nada se sabe, e os Josefinos nem sequer estão associados a nenhuma doutrina.

## Penalidade
Os acusados de heresia, se não pudessem provar sua inocência ou renunciar a seus erros, ou se voltarem a cometer erros subsequentes, seriam entregues às autoridades leigas para receberem sua animadversio debita (devida penalidade). Todos aqueles que apoiavam a heresia foram privados de muitos direitos: o direito de exercer cargos públicos, o direito a julgamento, o direito de redigir um testamento e a herdabilidade de seus feudos e cargos.
Para a execução das medidas exigidas pelo decreto, Lúcio obrigou todos os patriarcas, arcebispos e bispos a anunciar novamente a excomunhão em certas festas e feriados. Aqueles que não observassem isso por três anos consecutivos seriam privados de seus ofícios eclesiásticos. Além disso, os bispos foram obrigados a "procurar" hereges. Eles deveriam fazer rondas bienais ou trienais de suas dioceses, visitando locais de suspeita e interrogando as pessoas sobre a existência de heresia. As pessoas seriam obrigados a jurar sob juramento (compurgation) nada sabiam sobre a atividade herética. Todos os juradores deveriam ser tratados como hereges.

## Canon 3
A bula foi incorporado como Cânone 3 do IV Concílio de Latrão de 1215, sob o papa Inocêncio III. Ao contrário do que costuma ser dito, Lúcio III não instituiu a Inquisição, que não foi criada até o reinado do papa Gregório IX em 1234.